# Missions-Benediktinerinnen von Tutzing

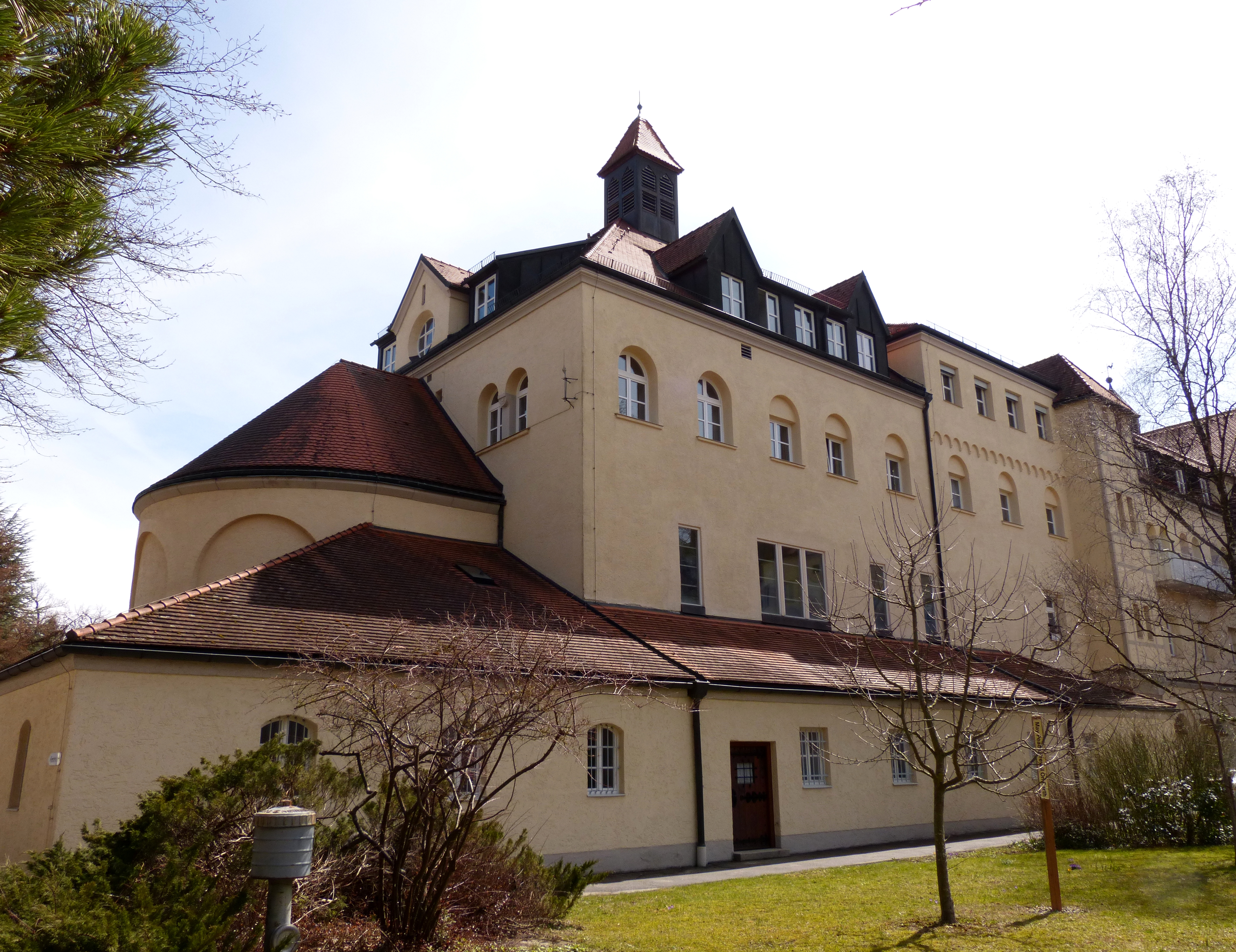
Klostergebäude in Tutzing

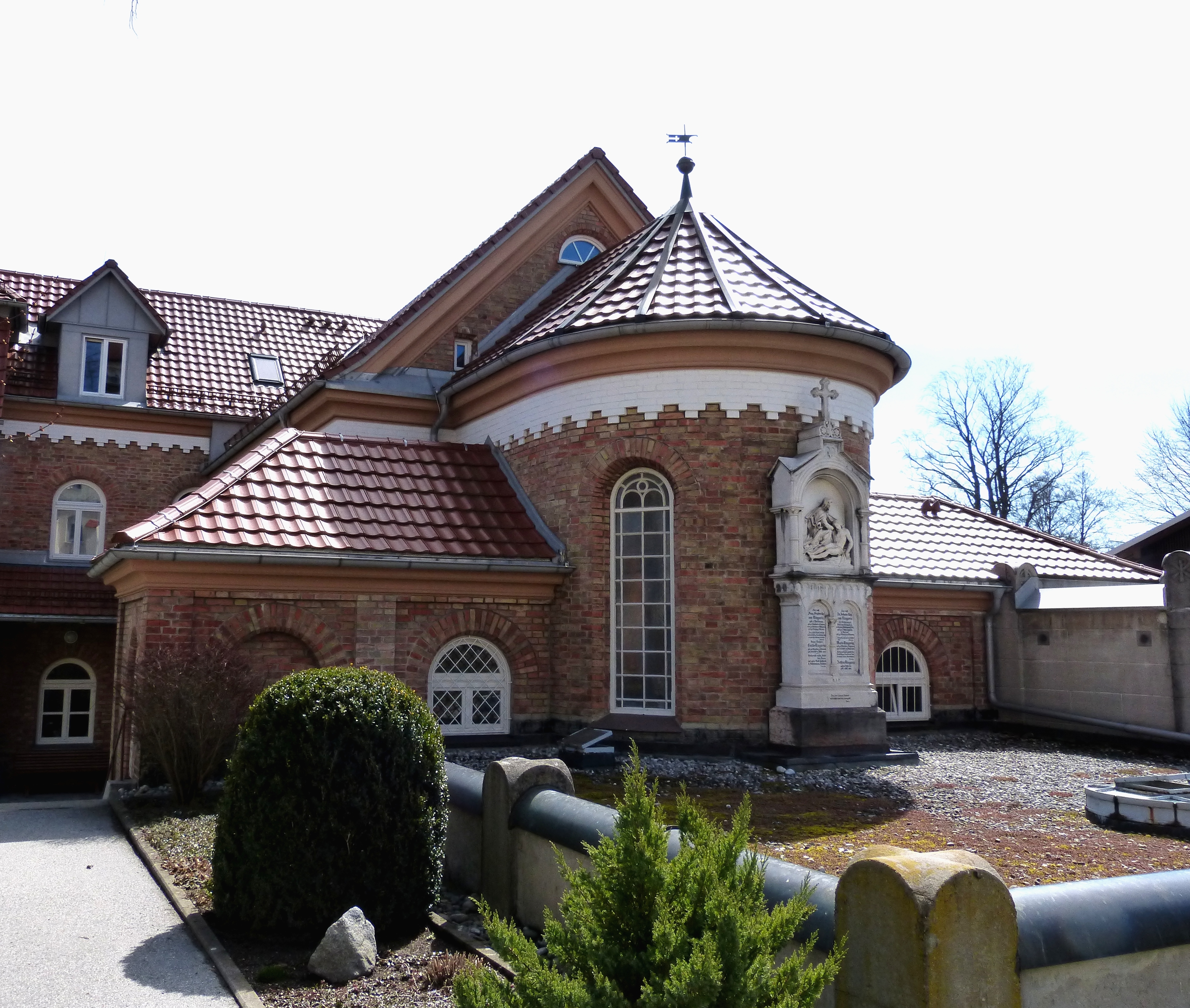
Kapelle Maria Hilf am Stammhaus des Klosters

Die Missions-Benediktinerinnen von Tutzing sind eine internationale, katholische Ordensgemeinschaft. 

## Geschichte
Am 24. September 1885 traten die ersten vier Kandidatinnen in die 1884 von P. Andreas Amrhein in Reichenbach in der Oberpfalz gegründete Missionsgemeinschaft der Missionsbenediktinern von St. Ottilien  ein. 1887 übersiedelten Schwestern und Brüder nach St. Ottilien (Oberbayern).
Am 11. November 1887 wurden die ersten Missionarinnen und Missionare nach Ostafrika ausgesandt.
1904 siedelten die Schwestern nach Tutzing am Starnberger See um und sind inzwischen weltweit vertreten. Gemeinschaften gibt es neben Tutzing in Bernried, Dresden, Ettiswil.
Prioratshäuser befinden sich in Daegu, Manila, Nairobi, Ndanda, Norfolk, Olinda, Peramiho, Rom, Seoul, Sorocaba, Torres Novas und Windhoek. Das Generalat ist in Rom, wo es auch ein Gästehaus gibt.
Generaloberin ist seit 2018 Sr. Maoro Sye OSB.